# Bon Voyage (Lied)
Bon Voyage (französisch für gute Reise) ist das vierte Lied der CD Bitte ziehen Sie durch der Hamburger Hip-Hop- und Electropunk-Band Deichkind in Zusammenarbeit mit der deutschen Rapperin Nina Tenge. Es war der erste kommerzielle Erfolg der Band.

## Inhalt
Der Song hat kein festes Thema. Die Band und Nina singen einfach über Deichkind. In dem Musikvideo zu dem Song sieht man die Bandmitglieder, Nina, eine Gruppe Cheerleaderinnen und einige Lowrider vor einem weißen Hintergrund. Nina rappt den Refrain und die dritte Strophe, jedes der Bandmitglieder eine weitere Strophe.

„Nicke mit dem Beat und beweg deinen Arsch

Wenn das Deichkind am Mic ist, bon voyage

Bitte gebt uns mehr von dem heißen Scheiß

Denn wir kriegen nicht genug von diesem Deichkind-Style“

## Chartplatzierungen
| ChartsChartplatzierungen | Höchstplatzierung | Wochen |
| ------------------------ | ----------------- | ------ |
| Deutschland (GfK)        | 11 (15 Wo.)       | 15     |
| Österreich (Ö3)          | 17 (11 Wo.)       | 11     |
| Schweiz (IFPI)           | 34 (9 Wo.)        | 9      |

## Formate
CD Single
1. Bon Voyage – 3:28
2. Bon Voyage (C.L.A.S. Remix) – 5:31
3. Evergreens – 4:16
4. Bon Voyage (Instrumental) – 3:23